# Phare arrière de St. Clair Flats

Le phare avant de St. Clair Flats (en anglais : St. Clair Front Range Light), est un phare inactif du lac Sainte-Claire, situé au large de la pointe sud-est de Harsens Island (en), au bord du lac Sainte-Claire  dans le Comté de St. Clair, Michigan. 
Ce phare est inscrit au Registre national des lieux historiques depuis le 24 mai 1990 sous le n° 90000853 .

## Historique
À la fin des années 1830, il était reconnu que la construction d'un chenal de navigation à travers le delta à l'embouchure de la rivière Sainte-Claire serait une aide à la navigation. Une enquête réalisée en 1842 par le United States Army Corps of Topographical Engineers (en) recommanda de draguer le canal, mais en partie à cause de l'opposition du président James K. Polk, aucun financement fédéral ne fut affecté pendant une décennie. En 1852, 20.000 $ furent affectés à des améliorations, mais l'argent fut rapidement dépensé sans grand résultat. Entre-temps, l'ouverture du canal maritime des écluses du Sault a augmenté les expéditions à travers les Grands Lacs.
Au début des années 1850, de nombreux navires se sont échoués dans la région, bloquant souvent tout le canal et empêchant l'accès par d'autres navires. Le Congrès a voté en faveur de nouveaux fonds pour des améliorations en 1854, mais le président Franklin Pierce a opposé son veto aux projets de loi, comme il l'a fait à nouveau en 1855 et 1856. À ce moment-là, le problème était grave, et en 1856, le Congrès a annulé le veto présidentiel, et 45 000 $ ont été attribués. Grâce à ce financement, le dragage du canal a été achevé et deux phares et une balise à proximité ont été construits à l'embouchure du canal. Les deux phares ont été achevés en 1859. 
En 1866, 60 .000 $ supplémentaires ont été affectés à des améliorations. Toutefois, le Corps du génie de l'armée des États-Unis a recommandé d'abandonner le canal actuel (connu sous le nom de "south channel") et d'ouvrir un nouveau canal à Saint Clair Flats. Ce nouveau canal a été ouvert en 1870, après quoi l'ancien canal est devenu moins important, mais toujours utilisé. 
En 1875, la lumière avant a commencé à pencher. Il a été démonté et reconstruit à l'aide de la crèche en pierre et en bois d'origine. Au début du 20e siècle, les lumières étaient devenues moins utiles et en 1907 leur utilisation a été arrêtée. Cependant, en 1915, les lumières ont été rétablies et ont continué à être utilisées jusqu'en 1934, date à laquelle elles ont de nouveau été interrompues.

### Le phare arrière
Les deux tours d'éclairage sont situées en eau peu profonde à près d'un mile de la terre la plus proche.
Le feu arrière a été construit avec une grande maison de gardien sur l'île entourant la lumière. Il est plus large et est également une structure cylindrique en brique au sommet d'une jetée carrée en pierre. Il est construit en brique blanc cassé, légèrement plus claire dans la teinte que la brique jaune de l'autre lumière. La maison a été démolie au début des années 1930. Cependant, le vandalisme ultérieur a joué un rôle dans la détérioration globale du feu arrière, qui nécessite également d'importants travaux de fondation. La restauration actuelle a eu lieu sur le feu arrière. 
La lanterne de fer originale à dix côtés reste en place. Une entrée à tête ronde dans la base et un escalier circulaire en fer mène à la plate-forme de la lanterne.

## Description
Le phare  est une tour circulaire en brique de 12 m de haut, sur un berceau en  bois. Il émet une lumière blanche décorative lors d'occasions spéciales.
Identifiant  : ARLHS : USA-790 .

### Lien connexe
- Liste des phares au Michigan
- Phare avant de St. Clair Flats